# Antonio Moreno González
Antonio Moreno González (Las Palmas de Gran Canaria, 30 de abril de 1954) es un exprofesor y actual presidente del Rocasa Gran Canaria.

## Trayectoria
Estudió la carrera de magisterio en la Universidad de Las Palmas de Gran Canaria y se especializó en Educación Física y en Ciencias Sociales. Destinado en el año 1978 al Colegio Juan Negrín del popular barrio canario de Las Remudas, en el que fue sacando grandes atletas y deportistas canarias como Mari Carmen Vargas, Rita Hernández, Marcos Cabrera, Juana Teresa Santana o Tono Alvarado.
También en 1978 fundó el Club Balonmano Remudas Isla de Gran Canaria, del que han salido grandes jugadoras internacionales españolas como Rita Hernández (Barcelona 1992),  Almudena Rodríguez (Tokio 2020) y la jugadora española más grande de todos los tiempos Marta Mangué (olímpica en Atenas 2004 y Londres 2012). El club, del que ha sido presidente desde la fundación, también lo ha tenido en los banquillos en varias temporadas.
Jubilado de la enseñanza continúa al frente del club como presidente e impulsor de la actividad social en el barrio. Debido a su desempeño en Las Remudas recibió un homenaje y el ayuntamiento de su ciudad puso su nombre al pabellón del barrio, que recibe el nombre de Pabellón Antonio Moreno, un edificio inaugurado en 1992.
En 2012 formó la Asociación de Clubes de Élite de Gran Canaria, que preside desde entonces.

## Premios y galardones
- Premio Ser Canario a la labor colectiva (2015)
- Premio Jesús Telo al mejor club colectivo.[13]
- Medalla al Mérito deportivo del Ayuntamiento de Telde (2017)[14]
- Insignia de Oro y Brillantes (2016)[15]
- Premio de la Asociación de la prensa 2000-2002 a la labor de cantera.
- Premio “Simone Beauvoir” de la Red Feminista de Gran Canaria Marzo 2015.